# 谷崎潤一郎
谷崎潤一郎（日语：谷崎 潤一郎，1886年7月24日—1965年7月30日），為日本著名小說家，曾獲得諾貝爾文學獎的提名。代表作有長篇小說《春琴抄》、《细雪》，日本文學界推崇其為經典的唯美派大師。
谷崎曾於1958年至1964年間六度獲諾貝爾文學獎提名，特別是在1960年與1964年進入了最終候選5人名單。在生前最後一年，他當選首位美國文理科學院日籍名譽院士。

## 生平

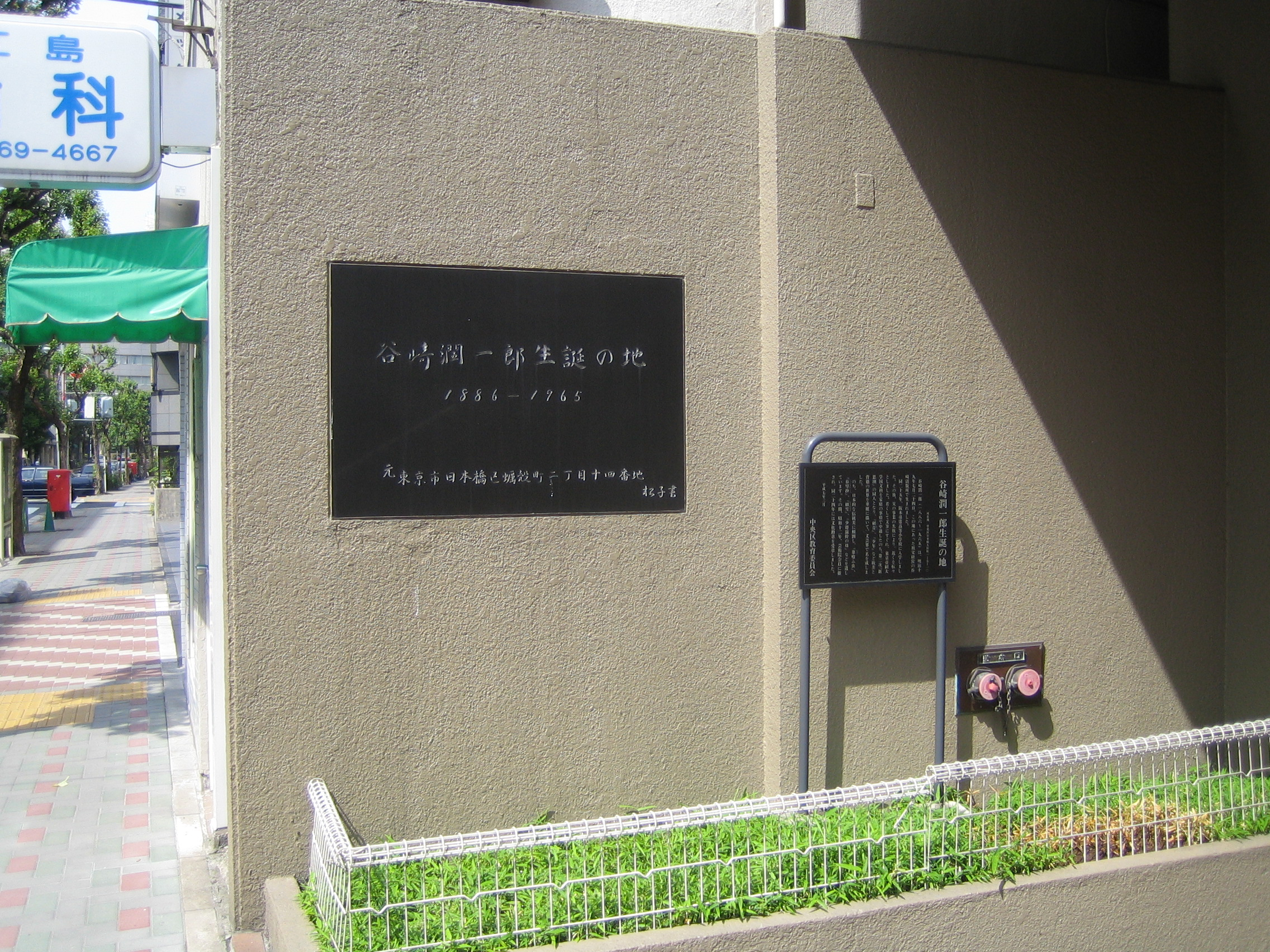
谷崎潤一郎的出生地

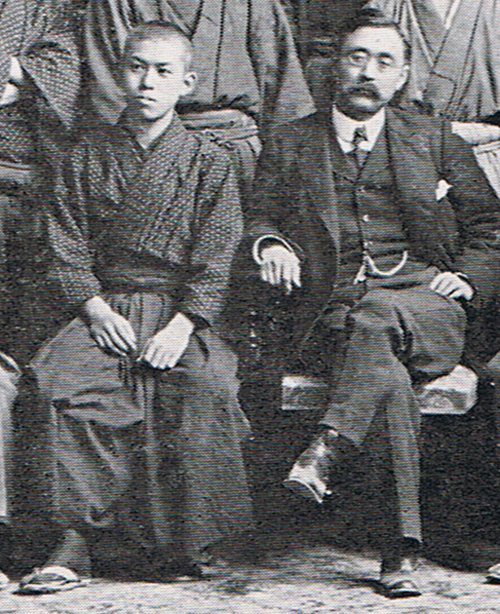
一高時代、與校長新渡戶稻造（1908年〈明治41年〉）

### 1886到1910年代
谷崎潤一郎出生於東京，父親是米商。1908年他進入東京帝國大學就讀文學，讀了兩年之後就離開學校，並辦了《新思潮》文學雜誌。1916年與石川千代結婚，隔年生下長女谷崎鮎子。1918年年底他曾到朝鮮，中國北方和江南一帶拜訪。回到日本之後擔任了一陣子的中日文化交流顧問。

### 1920年到1940年代
1923年9月時，發生了東京大地震，谷崎潤一郎全家搬到關西的京都，此後他的寫作從青年時的西方風格轉變，開始帶有一些大阪方言和大阪特有的風土人情。1926年年初，他又再度拜訪中國，並結識了文人郭沫若。1949年，63歲時他獲得了日本文化勳章。

### 1950年代到1960年代
1952年，谷崎潤一郎高血壓相當嚴重，隨後到靜岡縣熱海靜養。1958年，有中風現象，右手麻痺，此後的作品都用口述的方式寫作，1960年代，他由美國作家賽珍珠推薦提名諾貝爾文學獎，是日本在早期少數幾位獲得此大獎提名的作家之一。當時谷崎潤一郎已年老病重，在1965年時因腎病去世。葬於京都府京都市左京區法然院附近的公共墓園，其墓地立有兩塊青石分別刻上「空」、「寂」二字。 三年後由另一位被提名的知名作家川端康成獲得諾貝爾文學獎。
谷崎潤一郎的弟弟谷崎精二也是日本知名作家。

## 作品
- 《刺青》（1910年）——短篇小說
- 《麒麟》（1910年）——短篇小說
- 《惡魔》（1912年）——短篇小說
- 《鬼面》（1916年）——長篇小說
- 《小小王國》（1918年）——短篇小說
- 《禦國與五平》（1922年）——獨幕劇

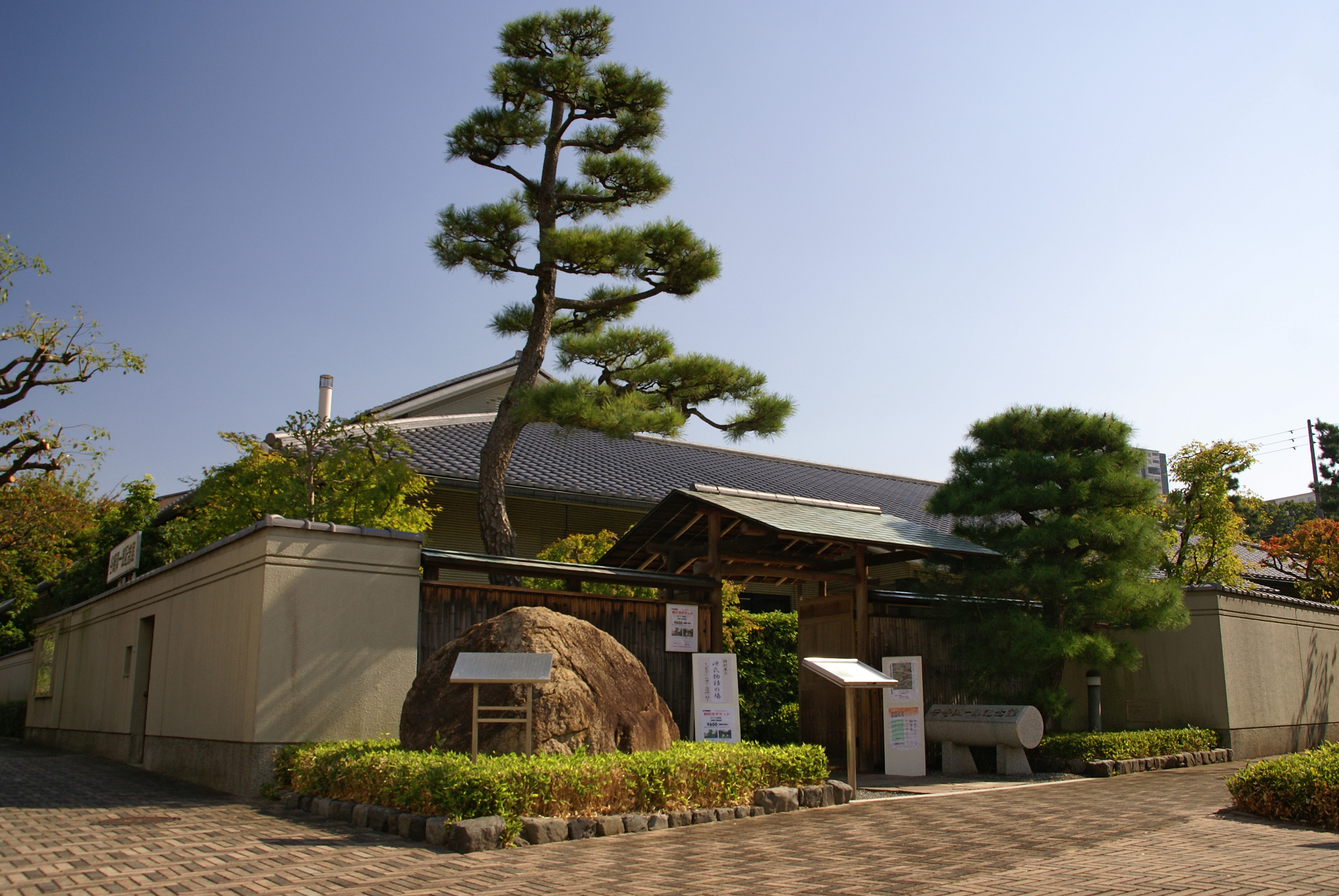
蘆屋市谷崎潤一郎紀念館

- 《痴人之愛（日语：痴人の愛）》（1925年）——長篇小說
- 《卍》（1928年）
- 《武州公秘錄》（1932年）
- 《春琴抄》（1933年）——短篇小說
- 《源氏物語》（1934年－1941年）——口語譯本
- 《細雪》（1948年）——長篇小說
- 《少將滋幹之母（日语：少将滋幹の母）》（1950年）
- 《鑰匙》（1956年）
- 《瘋癲老人日記》（1962年）
- 《陰翳禮讚》——評論集

## CD
- 谷崎潤一郎「少年」朗讀：朴璐美（保存日本聲音）

## 外部連結
- . kotobank （日语）.
- 谷崎潤一郎・詳細年譜 （页面存档备份，存于） | 小谷野敦　公式ウェブサイト
- 芦屋市谷崎潤一郎記念館 （页面存档备份，存于）
- 倚松庵 （页面存档备份，存于）
  - 神戸市：倚松庵について （页面存档备份，存于）
- 復元「ナオミの家」 （页面存档备份，存于）｜株式会社 N.N.コーポレーション
- 谷崎潤一郎との約束 | 石村亭 （页面存档备份，存于） | 日新電機株式会社
- ::谷崎潤一郎旧邸・鎖瀾閣::，存于